# إليزابيث جوردن كار
إليزابيث جوردن كار (بالإنجليزية: Elizabeth Jordan Carr)‏ هي صحفية أمريكية، ولدت في 28 ديسمبر 1981 في نورفولك في الولايات المتحدة.